# Кристовао Рамос
Кристовао да Силва Рамос (на португалски: Cristóvão da Silva Ramos) е португалски футболист.

## Кариера
Започва кариерата си в Порто, но не успява да пробие в първия тим и играе за дубъла. Също така успява да запише 3 мача за младежкия национален отбор на Португалия. През 2005 преминава във втородивизионния Пенафиел, за когото изиграва 11 мача. След това е купен от Леишоиш Спорт Клуб, но там е твърда резерва и напуска отбора. През 2007 преминава в АЕ Пафос, а от 2009 носи екипа на Анортозис. През сезон 2011/12 не вкарва нито един гол и е продаден на Левски. Дебютира срещу Локомотив (София) в контрола. На 4 март 2012 прави официалния си дебют срещу Черно море и вкарва гол. На 29.04.2012 той бележи за победа над вечния съперник ЦСКА.